# Desert de Strzelecki
El Desert de Strzelecki  és localitzat a la Far North Region d'Austràlia del Sud, sud-oest de Queensland i Nova Gal·les del Sud occidental. Està situat al nord-est de la Conca del Llac Eyre, i del nord de la Carena de Flinders. Dos altres deserts ocupen la Conca del Llac Eyre (el Desert de Tirari i el Desert de Simpson).
El desert cobreix 80.250 km² convertint-se en el setè desert més gran d'Austràlia. La Tanca del Dingo, la Pista Birdsville, la Pista de Strzelecki, el riu Diamantina, riu Cooper i riu Strzelecki, totes passen pel desert.
El desert es caracteritza per extensos camps de dunes i és la llar de tres àrees silvestres. Va ser nomenat en honor de l'explorador polonès Paweł Edmund Strzelecki per Charles Sturt. Va ser el primer navegador no indígena a la zona, seguit de prop per la nefasta Expedició de Burke i Wills.
Gran part del desert es conserva dins de la Reserva Regional de Strzelecki a Austràlia del Sud. Parts de les seccions orientals del desert són protegides pel Parc Nacional Sturt. Una població de l'espècie en perill fosc notomys viu al desert.
El Cobbler Sandhills a prop de Lake Blanche és una secció del desert de Strzelecki on les dunes són substituïdes per petits monticles erosionats, majoritàriament amb vegetació a la part superior. Aquesta zona ofereix una gran dificultat per als primers intents de creuar el desert en cotxe, i el nom es refereix a les ovelles que eren els més difícils d'esquilar, conegut com els "sabaters (cobbers) en anglès".